# Al-Medinah Sulci
Gli Al-Medinah Sulci sono una struttura geologica della superficie di Encelado.